# Шабан
Ша’ба́н (араб. شعبان‎), транслитеруется как шабан, шаабан — восьмой месяц лунного мусульманского календаря. Месяц шабан следует за месяцем раджаб и предшествует месяцу рамадан. В середине месяца шаабан отмечается Ночь Бараат.
- 1438 с 27 апреля по 25 мая 2017
- 1439 с 17 апреля по 16 мая 2018
- 1440 с 6 апреля по 5 мая 2019
- 1441 с 25 марта по 22 апр. 2020
- 1442 с 15 марта по 13 апр. 2021
- 1443 с 4 марта по 1 апреля 2022
- 1444 с 21 февр. по 22 марта 2023

На месяц шабан приходится летнее солнцестояние, которое в доисламские времена у древних арабов считалось началом нового года. В это время принято было поминать усопших. Пятнадцатого числа месяца шабана мусульмане отмечают Ночь Бараат. Считается, что в эту ночь происходит сотрясение дерева жизни, на листьях которого записаны имена всех живущих на Земле. Те, чьи обозначены на опавших листьях, умрут в течение года. В эту ночь Аллах «опускается на нижайшее небо», отвечая на молитвы и прощая грехи верующих. В Ночь Бараат возносятся особые молитвы за умерших и во искупление грехов живущих. В некоторых мусульманских странах (например, Индии и Пакистане) нищим раздают еду, устраивают иллюминацию.

## События, произошедшие в месяц шабан
- 625 г. х.  — рождение Ибн Дакика аль-Ида[2].

### 4 день
- 26 г. х.  — рождение Аббаса ибн Али[3].

### 8 день
- Смерть Абдул-Гаффара Накшбанди

### 15 день
- Ночь Бараат.
- Праздничные мероприятия по случаю рождения Мухаммада аль-Махди в странах Персидского залива (каркиан)[4]
- 238 г. х.  — смерть Исхака ибн Рахавейха[5].
- 255 г. х.  — рождение 12-го шиитского имама Мухаммада аль-Махди.